# Hilimbulawa
Hilimbulawa is een bestuurslaag in het regentschap Nias Selatan van de provincie Noord-Sumatra, Indonesië. Hilimbulawa telt 1099 inwoners (volkstelling 2010).